# Scopula vigensis
Scopula vigensis là một loài bướm đêm trong họ Geometridae.